# AgMES
El Conjunto de elementos de metadatos agrarios (o AgMES, por su sigla en inglés para Agricultural Metadata Element Set) es la norma para los metadatos elaborada por la Organización de las Naciones Unidas para la Agricultura y la Alimentación (FAO) para la descripción y localización de recursos de información agrícola. Proporciona un conjunto de elementos de metadatos que se pueden emplear para describir todo tipo de recursos de información en el ámbito de la agricultura, la silvicultura, la pesca, la seguridad alimentaria y otros ámbitos afines.
Existen varios otros esquemas de metadatos para diversos tipos de recursos de información. La siguiente lista contiene algunos ejemplos:
- Documentos digitales informativos (DLIO): Dublin Core, Conjunto de elementos de metadatos agrarios (AgMES)
- Actividades: VCalendar
- Información geográfica y regional: información geográficas – Metadatos Normas ISO/IEC 11179
- Personas: Amigo de un amigo Friend-of-a-friend - (FOAF), vCard
- Producción y protección vegetal: Darwin Core (1.0 y 2.0) (DwC)

El AgMES, como asignación de nombres, está diseñado para incluir extensiones agrarias específicas para términos y refinamientos de espacios de nombres estándar establecidos para metadatos como Dublin Core y el Servicio de localización del Gobierno de Australia AGLS(en inglés), entre otros. Por ende, para poder aplicarlos a documentos digitales informativos, como publicaciones, artículos, libros, sitios web, informes, etc., tendrán que emplearse en conjunto con los espacios de nombres estándar mencionados anteriormente. El propósito de la iniciativa AgMES es mejorar la interoperabilidad entre recursos de información en el ámbito agrario al permitir el intercambio de información.
Describir un DLIO con AgMES implica exponer sus principales características y contenidos en una forma estándar que pueda ser reutilizada fácilmente en cualquier sistema de información. Mientras más instituciones y organizaciones del ámbito agrario empleen el AgMES para describir sus DLIO, más fácil será intercambiar datos entre los sistemas de información como bibliotecas digitales y otros repositorios de información agraria.

## Uso del AgMES
Se pueden crear y almacenar metadatos sobre documentos digitales informativos (DLIO) agrarios en varios formatos:
- Inserto en un sitio web (de la misma forma como se insertan las etiquetas HTML)
- en una base de datos de metadatos separada
- en un archivo XML
- en un archivo RDF

El AgMES define elementos que pueden emplearse para describir un DLIO que se puede usar en conjunto con otras normas para metadatos como el Dublin Core o el Servicio de localización del Gobierno de Australia. El sitio web del AgMES contiene una lista completa de todos los elementos, refinamientos y esquemas avalados por el AgMES.

## Creación de perfiles de aplicación
Los perfiles de aplicación se definen como esquemas que consisten en elementos de datos tomados de uno o más espacios de nombres, combinados por los encargados de la ejecución y optimizados para una aplicación local en particular. Los perfiles de aplicación tienen las siguientes cuatro características:
- Aprovechan el conjunto de normas de definición para metadatos disponible para extraer una aplicación adecuada, o elementos orientados a los requerimientos.
- Un perfil de aplicación no puede crear nuevos elementos.
- Los perfiles de aplicación especifican los detalles de la misma, como los esquemas o vocabularios controlados. Un perfil de aplicación también contiene información como el formato del valor del elemento, la cardinalidad o el tipo de datos.
- Por último, un perfil de aplicación puede refinar definiciones estandarizadas siempre que sea "semánticamente más estricto o específico". Esta capacidad de los perfiles de aplicación sirve para situaciones en las que se requiere una terminología específica de un determinado dominio para sustituir a otra más general.

## Perfiles de aplicación de muestra empleando el AgMES
- El perfil de aplicación AGRIS es una norma creada específicamente para mejorar la descripción, intercambio y posterior recuperación de documentos digitales informativos (DLIO) agrarios. Es un formato basado en normas para metadatos ampliamente conocidas y aceptadas que permite el intercambio de información entre sistemas bibliográficos dispersos.
- El perfil de aplicación de actividades es una norma creada para permitir a los miembros de la comunidad agraria ‘enterarse’ de futuras actividades y guiarlos al sitio web de la actividad donde encontrarán detalles de esta. La información que se ofrece es mínima, pero permite su interoperabilidad en diversos ámbitos y organizaciones.

## El instrumento de metadatos AgMES
El instrumento AgMESMeta crea metadatos compatibles con AgMES para páginas web y otros recursos de tipo documento. Una vez aprobado el contenido de cada elemento, se cortan y pegan los metadatos generados en la sección <head> del archivo HTM(L). El instrumento también permite recoger metadatos de una página web para seguir editándolos.

## AgMES y la web semántica
Una de las ventajas del esquema de metadatos AgMES es que permite enlazar elementos de metadatos y vocabularios controlados. El uso de vocabularios controlados ofrece un conjunto de alternativas “conocidas” para el indexador (y el programador de búsquedas) para llenar los campos. Los valores generalmente provienen de un tesauro específico (por ej.: AGROVOC) o esquemas de clasificación (por ej.:el esquema de clasificación AGRIS/CARIS (enlace roto disponible en Internet Archive; véase el historial, la primera versión y la última).), etc.
La posibilidad de usar vocabularios controlados para elementos de metadatos permite al usuario obtener información de gran especificidad. En este contexto, también se está trabajando en alcanzar todo el potencial de los vocabularios controlados mediante URIs y semánticas interpretables por máquinas. En este contexto, la FAO está promoviendo el Servicio de ontología agrícola (AOS, en inglés, Agricultural Ontology Service), una iniciativa que tiene como objetivo incorporar más semántica al tesauro AGROVOC tradicional y desarrollar un servidor de conceptos para que sirva como repositorio desde el cual siempre se podrán extraer KOS tradicionales.